# Liste der Biografien/Ruk
Liste der Biografien |
Portal Biografien |
Personensuche
# |
A |
B |
C |
D |
E |
F |
G |
H |
I |
J |
K |
L |
M |
N |
O |
P |
Q |
R |
S |
T |
U |
V |
W |
X |
Y |
Z |
?
 
Ra |
Rb |
Rd |
Re |
Rh |
Ri |
Rj |
Rk |
Rl |
Rm |
Rn |
Ro |
Rr |
Rs |
Rt |
Ru |
Rv |
Rw |
Rx |
Ry |
Rz
 
Rua |
Rub |
Ruc |
Rud |
Rue |
Ruf |
Rug |
Ruh |
Rui |
Ruj |
Ruk |
Rul |
Rum |
Run |
Ruo |
Rup |
Rur |
Rus |
Rut |
Ruu |
Ruv |
Ruw |
Rux |
Ruy |
Ruz
Die Liste der Biografien führt alle Personen auf, die in der deutschsprachigen Wikipedia einen Artikel haben. Dieses ist eine Teilliste mit 32 Einträgen von Personen, deren Namen mit den Buchstaben „Ruk“ beginnt.

## Ruk

### Ruka
- Rukajärvi, Enni (* 1990), finnische Snowboarderin
- Rukamba, Philippe (* 1948), ruandischer Geistlicher, Bischof von Butare
- Rukas, Tomas Gintarassowitsch (* 1996), russischer Fußballspieler
- Rukavina, Ante (* 1986), kroatischer Fußballspieler
- Rukavina, Antonio (* 1984), serbischer Fußballspieler
- Rukavina, Georg von (1777–1849), österreichischer Feldzeugmeister
- Rukavina, Ivan (1912–1992), kroatischer und jugoslawischer Politiker und Generaloberst
- Rukavina, Magdalena (* 2005), österreichische Fußballspielerin
- Rukavina, Niko (* 1989), kanadischer Volleyballspieler
- Rukavytsya, Nikita (* 1987), ukrainisch-australischer Fußballspieler
- Rukawischnikow, Alexander Iulianowitsch (* 1950), sowjetisch-russischer Bildhauer
- Rukawischnikow, Filipp Alexandrowitsch (* 1974), russischer Bildhauer
- Rukawischnikow, Iulian Mitrofanowitsch (1922–2000), sowjetisch-russischer Bildhauer
- Rukawischnikow, Mitrofan Sergejewitsch (1887–1946), russisch-sowjetischer Bildhauer
- Rukawischnikow, Nikolai Iwanowitsch (1848–1913), russischer Unternehmer und Bildhauer
- Rukawischnikow, Nikolai Nikolajewitsch (1932–2002), sowjetischer Kosmonaut, Physiker
- Rukawischnikowa, Olga Alexandrowna (* 1955), sowjetische Mehrkämpferin

### Ruke
- Rukeyser, Muriel (1913–1980), US-amerikanische Schriftstellerin

### Rukh
- Rukh, Lala (1948–2017), pakistanische Malerin

### Ruki
- Rukirabashaija, Kakwenza (* 1988), ugandischer Schriftsteller, Journalist und Regierungskritiker

### Rukk
- Rukke, Christoffer Fagerli (* 1988), norwegischer Eisschnellläufer
- Rukke, Henrik Fagerli (* 1996), norwegischer Eisschnellläufer

### Rukl
- Rükl, Antonín (1932–2016), tschechischer Astronom, Kartograf und Sachbuchautor

### Rukn
- Rukn ad-Din Churschah (1230–1257), Person des ismailitischen schiitischen Islam, Imam der Ismailiten
- Rukn ad-Din Ismail († 1262), Herrscher von Mossul

### Ruko
- Rukop, Hans (1883–1958), deutscher Hochfrequenztechniker
- Rukoro, Vekuii (1954–2021), namibischer Geschäftsmann und traditioneller Führer

### Ruks
- Rukšāne, Dace (* 1969), lettische Autorin, Journalistin und Kolumnistin
- Rukser, Udo (1892–1971), deutscher Jurist und Publizist

### Ruku
- Rukundo, Jean (* 1964), ruandischer Sitzvolleyballspieler
- Rukundo, Onésime (* 1999), burundischer Fußballtorwart

### Rukw
- Rukwied, Joachim (* 1961), deutscher Landwirt und AgrarfunktionärJoachim Rukwied (* 1961)

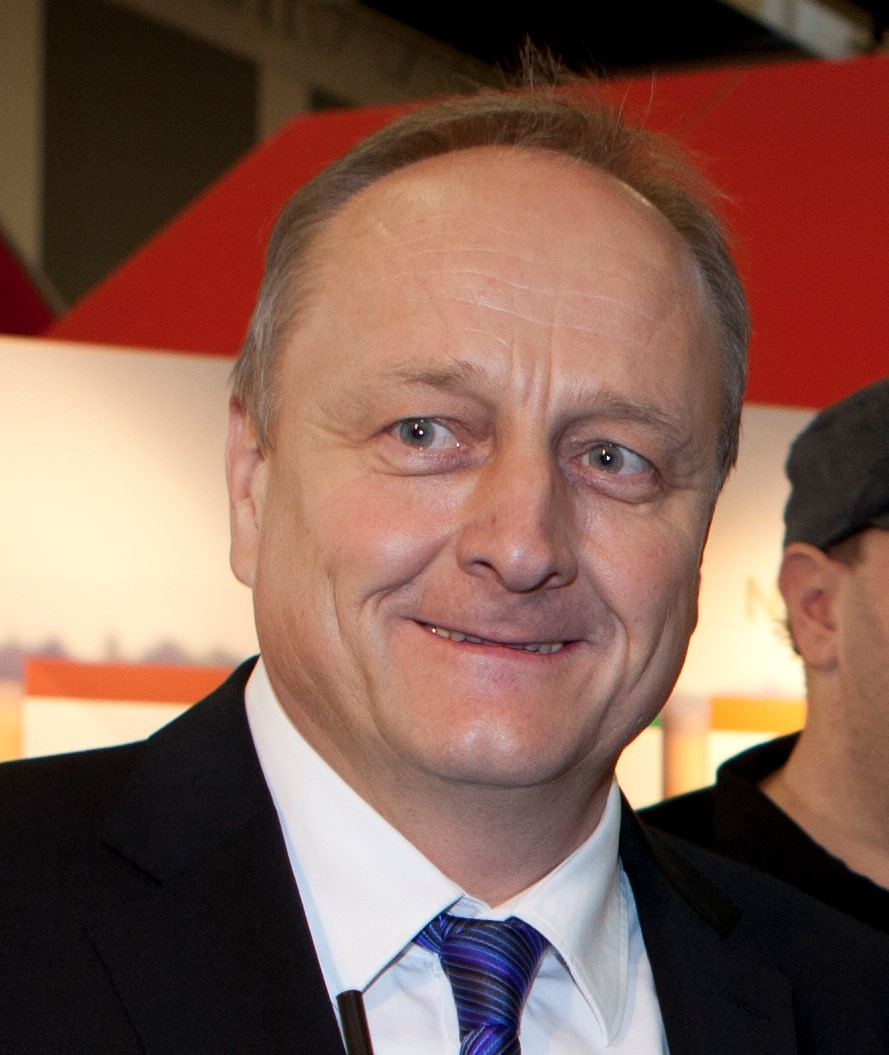
Joachim Rukwied (* 1961)